# 155 mm Artilleriegeschoss M795
Das M795 (Versorgungsnummer 1320-01-581-6633) ist das 155-mm Standardartilleriegeschoss vom Typ Splitter- und Sprenggeschoss der US-Army und der US-Marineinfanterie. Es ist eines der am weitesten verbreiteten Geschosse und wurde in vielen NATO-Ländern in großen Mengen als strategische Reserve eingelagert. Das Geschoss untersteht dem Joint Ballistics Memorandum of Understanding (JBMoU) und lässt sich mit allen alten und neuen gezogenen oder selbstfahrenden 155-mm-Artilleriegeschützen der NATO verschießen, ist aber darüber hinaus in vielen weiteren Ländern verbreitet. Von den Streitkräften der USA wird es hauptsächlich zusammen mit der Panzerhaubitze M109A6, und den Feldartilleriegeschützen M198 oder M777A2 eingesetzt. Es hat einen weiten Einsatzbereich gegen weiche und leicht gepanzerte Ziele: Infanterie, Fahrzeuge, elektronische Überwachungseinrichtungen, Zielauffassungseinrichtungen, Materialdepots, Kommando-, Überwachungs- und Kommunikationsanlagen, mechanisierte und leicht gepanzerte Militäreinheiten.

## Eigenschaften
Das M795-Geschoss hat einen Hohlboden und einen hitzebehandelten Mantel aus Stahl (HF1), der bei der Explosion in viele kleine Stahlsplitter zerfällt. Die Füllung besteht bei der anfänglichen Produktion aus 10,8 kg TNT. Im Jahr 2010 wurden zusammen mit den Herstellern Studien für eine Füllung mit insensitiven Sprengstoffen unternommen, dabei fand man den Sprengstoff IMX-101 auf der Basis von Nitroguanidin. Die Produktion mit der insensitiven Füllung begann im Fiskaljahr 2011.
Für das Geschoss sind je nach Anforderung und Einsatzzweck verschiedene NATO-weit standardisierte Zünder erhältlich. Das Geschoss wird mit Transportösen anstatt Zündern auf Paletten zu 8 Stück ausgeliefert. Beim Einsatz wird die Transportöse durch einen Zünder ersetzt. Während sich die unterschiedlichen Sprengstofffüllungen in der Ballistik und Wirkung kaum unterscheiden, gibt es dennoch einen Unterschied bei den Zündern. Für die TNT-Version ist ein langer Zünder oder ein kurzer Zünder mit einer zusätzlichen kleinen TNT Sprengladung möglich. Die insensitive Version erlaubt hingegen nur einen kurzen Zünder und benötigt den Platz für eine kleine Verstärkerladung von IMX-104, um den IMX-101 Explosivstoff mit den standardisierten Zündern zuverlässig zu detonieren. Der Temperaturbereich im Einsatz ist zwischen −50 °F bis +145 °F (−45 °C bis +62 °C), die Lagertemperatur zwischen −65° und +160 °F (−53 °C bis 71 °C).
Das M795 Geschoss gehört zur Sorte der getrennt geladenen Munition mit modularen Treibladungsbeuteln (Zonenladungen). Dabei wird die Zahl der Treibladungen entsprechend der Entfernung zum Ziel gewählt.

## Einführung

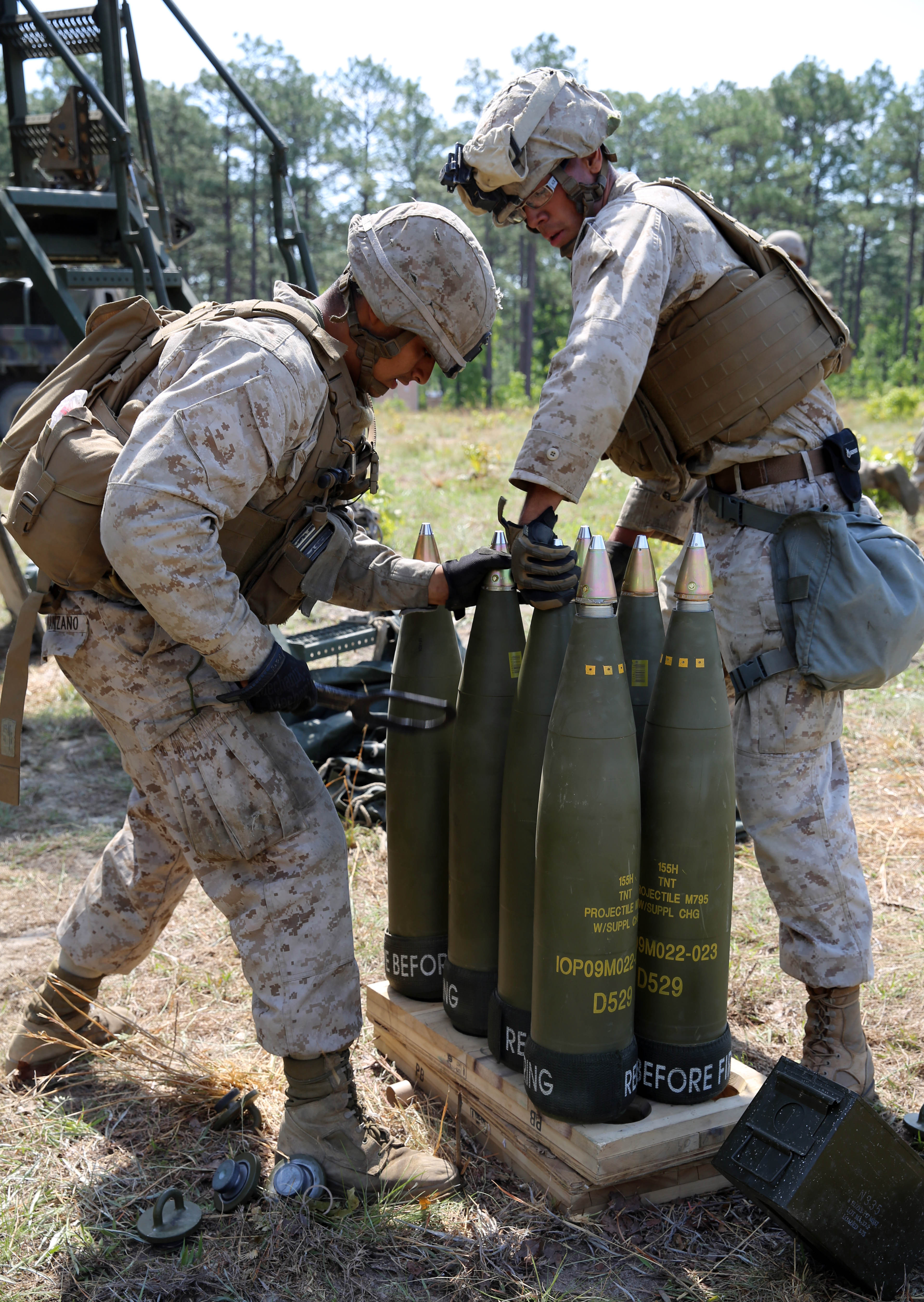
Eine Palette mit 8 Geschossen M795 wird mit Zündern versehen.

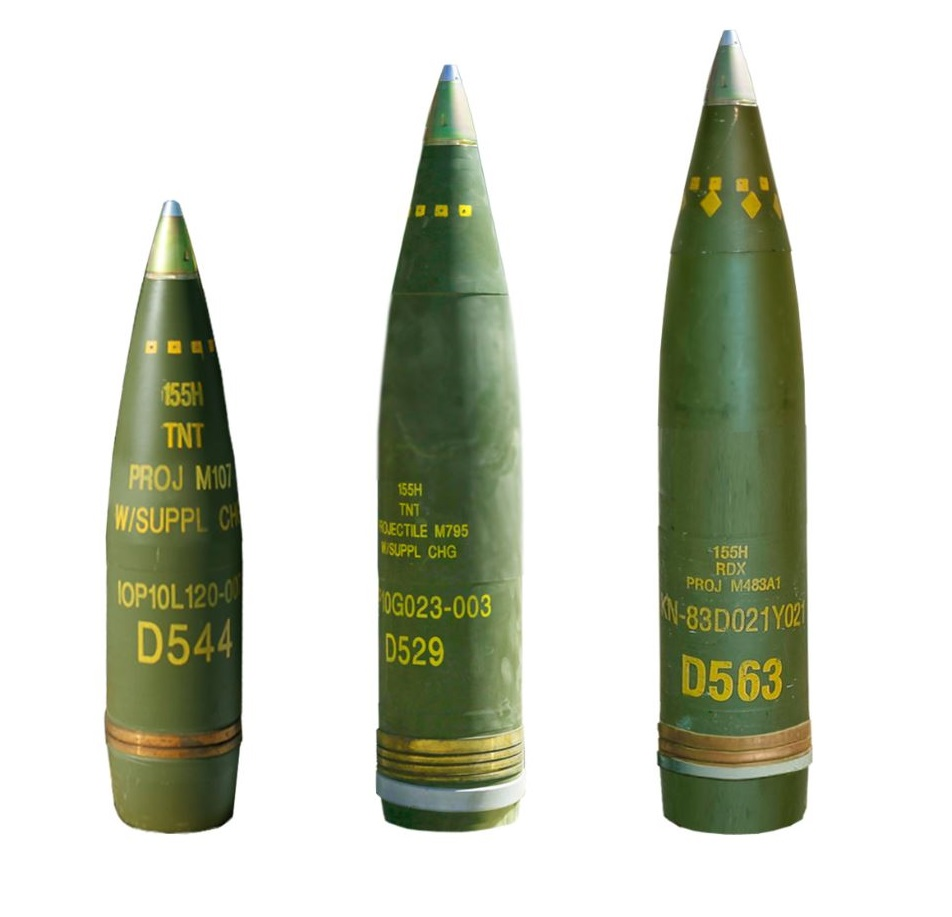
M107, M795 und M483A1

Die M795 wurde in den Jahren 1982–1995 entwickelt und löste seit den 1990er Jahren die M107 als Standardgeschoss bei den US-Streitkräften ab. Vor allem während des Kalten Krieges bevorrateten die US-Streitkräfte und andere NATO-Länder große Mengen von M107. Das Szenario war die Abwehr von großen, geschlossenen Panzerverbänden und mechanisierter Infanterie mit Masseneinsatz von Artilleriemunition und Luftangriffen zur Abwehr. Der Schwerpunkt lag auf einer billigen Massenproduktion von Sprenggranaten und der Bevorratung von großen Mengen Artilleriemunition und die Vorhaltung einer großen Zahl von einfachen Artilleriegeschützen in den Ländern der NATO, darunter gezogene Geschütze der Feldartillerie.
Mit dem Ende des Kalten Krieges änderten sich die Anforderungen an die Artillerie. Mit Radartechnik kann binnen Sekunden die Flugbahn des Geschosses und damit der Standort des Geschützes ermittelt und das Zielgebiet berechnet werden, noch bevor das Geschoss einschlägt. Artillerie bekam eine höhere Anforderung an Beweglichkeit und für taktischen Einsatz. Gefragt war die Fähigkeiten der Artillerie in kurzer Zeit aus größerer Entfernung, z. B. von einer Stellung hinter einem Gebirge, eine hohe Feuerkraft auf einer kleinen Fläche zu konzentrieren und einzelne Fahrzeuge, Brücken oder Kommandostellungen gezielt zu vernichten. Die weniger bewegliche, aber leichter zu ersetzende Feldartillerie verlor ihre Bedeutung zugunsten von Selbstfahrlafetten. Ebenso verstärkt wurde die „Shoot-and-scoot“ Methode, bei der mehrere Artilleriegeschütze kurzfristig in eine Abschusszone fahren, dort in einem Feuerschlag mehrere Geschosse auf ein Ziel abfeuern und dann sofort die Stellung wechseln und sich aus der Reichweite der gegnerischen Artillerie zurückziehen. Ein Gegenschlag durch feindliche Artillerie oder Luftangriffe binnen weniger Minuten trifft auf diese Weise nur die verlassenen Feuerstellungen. Eigenschaften wie hohe Treffergenauigkeit, größere Reichweite und verbesserte Wirkung einzelner Treffer wurden bei den Geschossen neue Prioritäten, bei der Entwicklung der Geschütze wurde stärker Wert auf Treffgenauigkeit, Reichweite, Beweglichkeit, schnelle Feuerbereitschaft und Feuerrate gelegt.
Die Verbesserte aerodynamische Form des M795, längere Geschützrohre und verbesserte Treibladungen verbesserten die Reichweite und Zielgenauigkeit der 155-mm-Artillerie. Das M107 Geschoss kann die neu gewonnenen Vorteile von neueren Geschützen in Reichweite und Zielgenauigkeit nicht ausnutzen, weil es nicht für die höheren Treibladungen ausgelegt ist. Weiterhin wurde auch die Fragmentierung der Munition verbessert und damit eine bessere Wirkung erzielt. Gegenüber der älteren Standardgranate M107 bietet das M795 Geschoss somit viele Vorteile, während der Produktionsaufwand nahezu gleich blieb:
- Steigerung der Reichweite von 17,5 auf 22,5 km mit dem M198 von 39 Kaliberlängen
- Weniger Streuung und verbesserte Zielgenauigkeit durch bessere Ballistik
- 100 % stärkere Wirkung gegen Infanterie durch bessere Splittercharakteristik
- 80 % stärkere Wirkung gegen ungepanzerte und leicht gepanzerte Fahrzeuge
- Kann mit einer zusätzlichen Treibladung M203A1 verschossen werden

In den Vereinigten Staaten wurde 1999 die Massenproduktion von der Standardgranate M107 auf die M795 umgestellt. Teilweise wurde der Stahlmantel aus dem Material von M106-Granaten hergestellt, die nach dem Ende der 203-mm Artillerie übrig geblieben waren. Sie ist seither ununterbrochen in Produktion und wurde in großen Mengen produziert und bevorratet. Die Massenproduktion in einem optimierten und seit Jahrzehnten etablierten Prozess in sehr großen Stückzahlen erlaubt die Produktion zu einem günstigen Preis von ca. 800 $US pro Stück. Damit ist das M795 eines der preisgünstigsten 155 mm-Geschosse nach dem M107. In den Vereinigten Staaten wurde das Geschoss seit Jahrzehnten an zwei Standorten produziert von General Dynamics facility in Wilkes-Barre (Pennsylvania) und von der Scranton Army Ammunition Plant in Scranton (Pennsylvania).
Die bis dahin eingelagerte M107 wurde weiterhin mit den älteren Geschützen, für die Ausbildung und Zielübungen innerhalb und außerhalb der USA eingesetzt. Die kürzere Reichweite erlaubt bei Schießübungen eine kleinere Sicherheitszone.
Die ballistischen Eigenschaften sind sehr ähnlich zu denen des M483A1, einem Cargogeschoss, das mit Hohlladungsbomblets gefüllt ist. Somit kann die M795 für vorherige Probeschüsse eingesetzt werden.
Die Geschosse werden aufrecht stehend auf standardisierten Holzpaletten zu 8 Stück geliefert.

## Lizenzproduktion in Australien
Im Jahr 2018 gab es ein Abkommen zwischen den USA und Australien über die Lieferung von 2504 Stück Artilleriegranaten vom Typ M795 mit der IMX 101 Füllung in einem Gesamtpaket von 148 Millionen $ US. Darin enthalten sind auch Geschosse anderer Typen, Treibladungen und Zünder, samt allen technischen Informationen für diese Munition. Im Jahr 2021 wurde von Thales Australia in Benalla in Victoria eine Munitionsfabrik mit einer Produktionslinie für die M795 Geschosse eingerichtet. Die Produktion wurde lizenziert und zertifiziert, die Produkte entsprechen sowohl den australischen, als auch den US-amerikanischen Standards. Seit 2022 wird das M795 Geschoss in Australien von Thales Australia gefertigt, dazu gehört auch die Herstellung des TNT-Sprengstoffs samt der Vorprodukte zu 100 % in Australien.
Das Unternehmen Thales Australia ist Teil einer Initiative der australischen Regierung von 2009 unter dem Namen The Global Supply Chain Program (GSCP). Das Ziel ist, dass kleine und mittlere Unternehmen und Forschungsorganisationen in die Versorgungsketten der multinationalen Rüstungskonzerne eingebunden werden. An der Initiative sind Thales, BAE Systems, Boeing, Lockheed Martin, Northrop Grumman, Raytheon und Rheinmetall beteiligt.
- In der ersten Stufe vergeben die Konzerne einzelne Aufträge an Zulieferunternehmen. Die Unternehmen können unter Aufsicht und Anleitung des Auftraggebers neue Fähigkeiten erwerben. Im Gegenzug beweisen diese ihre Lieferfähigkeit.
- In der zweiten Stufe vergeben die Konzerne wiederholte Aufträge für bekannte Produkte und einzelne Aufträge für weitere Produkte. Die Unternehmen können neue Fähigkeiten erwerben, und verbessern, eigene Forschung betreiben und die Produktion optimieren. Der beauftragende Konzern gewinnt einen kompetenteren, zuverlässigen und flexiblen Zulieferer. Der Zulieferer kann in den Bereich vorstoßen, in dem die Kosten für die Entwicklung und Optimierung durch die Verkäufe zurückgewonnen werden.
- In der dritten Stufe ist der Betrieb ein zuverlässiger Zulieferer, der langfristig, in Mengen und gleichbleibender Qualität an den Konzern liefert, aber auch eigene Kompetenz zur Entwicklung neuer Produkte und zur Verbesserung oder Optimierung der bestehenden Produkte hat. Der Zulieferer sichert dem Konzern die Fähigkeit die Produktion kurzfristig aufzuweiten und die Nachfrage flexibel zu decken. Die Unternehmen sind nicht festgelegt auf einen einzigen Konzern, sondern können Produkte an verschiedene Konzerne anbieten. Im Gegenzug für die Förderung der Zulieferbetriebe schließt die australische Regierung Rahmenverträge. Die Position Australiens wandelt sich vom Importeur zu einem Exporteur in verschiedenen Teilbereichen.[10]

## Ukraine-Krieg
Seit dem russischen Überfall auf die Ukraine 2022 werden erhebliche Mengen Artilleriemunition verbraucht, mehrere tausend Stück täglich und deutlich mehr als in der gleichen Zeit nachproduziert werden kann. Die Lieferungen von Millionen Stück von Artilleriemunition der USA und anderen NATO-Ländern stammte zum Großteil aus den eingelagerten Beständen von M107 und M795. Damit handelt es sich bei der M795 um eines der am meisten verschossenen Artilleriegeschosse im Ukraine-Krieg.
Die Prioritäten haben sich durch den riesigen Bedarf wieder von immer größeren Reichweiten und immer intelligenteren, lenkbaren und teilweise sehr teureren Geschossen mit GPS-Steuerungen und zusätzlichen Antrieben wieder zurück zur preiswerten Massenproduktion von „dummen“-Geschossen entwickelt. Im Gefolge dieser Entwicklungen wurde die Errichtung von moderneren neuen Produktionsanlagen mit einem hohen Automatisierungsgrad und hohem Ausstoß ins Auge gefasst. Ein neuer Schwerpunkt der Produktion liegt inzwischen auf insensitiven Sprengstoffen. Die Vorteile von insensitiver Munition bei der Produktion, Lagerung, Transport, Einsatz und gegebenenfalls bei der Aufarbeitung von überlagerten Restbeständen liegen auf der Hand.

## Weiterentwicklungen

### Verkleinerter Streukreis durch lenkbare Zünder
Ein Versuch der M795 zu einer größeren Treffergenauigkeit zu verhelfen ist der Einbau eines Lenkzünders, der mittels eines programmierbaren GPS-Empfängers und kleiner Leitflächen den Streukreis auch bei großer Entfernung auf deutlich unter 50 m verringern kann. Dieser Zünder wurde bekannt als M1156 Precision Guidance Kit (PGK), oder XM1156. Der Zünder ist prinzipiell mit allen „dummen“ Artilleriegeschossen verwendbar, die die standardisierten Zünder verwenden, also auch für Geschosse der der Kaliber 105 und 127 mm, und macht sie zu einer intelligenten gelenkten Bombe, die sich selbst ins Ziel steuert. Einen Vorteil bringt der Zünder vor allem bei Geschossen mit Base-Bleed oder anderen zusätzlichen reichweitensteigernden Antrieben, da diese Antriebe deutlich die Streuung erhöhen. Der Lenkzünder seinerseits reduziert wieder die maximale Reichweite und kostete 2013 ca. 13.000 $US pro Stück. Durch größere Abnahmemengen fiel der Preis danach unter 10.000 Dollar. Eine Entsprechung von Junghans Defense ist der Lenkzünder 2DGMArt. 
Wie sich herausgestellt hat, ist diese Technologie angreifbar durch GPS-Jammer und GPS-Spoofing. Der Vorteil dieser Technologie gegenüber gelenkten Artilleriegeschossen etwa vom Typ Vulcano oder M982 Excalibur, ist vor allem, dass sie mit den bestehenden Munitionsvorräten einsetzbar ist und keine teure und zeitaufwendige Neuproduktion erfordert.

### M795E1 und M795E2
Die Entwicklung der M795E1 begann 2003, dabei wurde ein Base-Bleed in die Geschosshülse eingebaut. Bei Tests wurde eine Reichweite von 29,3 km erreicht, jedoch wurde die Streuung durch ungleichmäßigen Abbrand des Base-Bleed größer. Das M795E2 wurde 2008 entwickelt und getestet. Die Form des Geschosses wurde überarbeitet, eine andere Form des Base-Bleed wurde integriert, die Form der Pulverkörner verändert und damit der Abbrand gleichmäßiger, der Streukreis verringert und die Reichweite weiter verbessert. Mit einer M198 Feldhaubitze von 39 Kaliberlängen konnte das Geschoss eine Reichweite von mehr als 30 km erreichen. Die Integration des Base-Bleed bedingt bei beiden Modellen eine reduzierte Sprengstoffladung von 9,12 kg, um den Platz für den Base-Bleed zu schaffen.

## Nachfolgemodelle
Die seit 1987 nicht mehr produzierten M549 Geschosse mit Raketenantrieb und größerer Reichweite haben inzwischen die maximale Lagerdauer erreicht und müssen ersetzt werden. Die Weiterentwicklungen aus den Modellen M795E1, M795E2 und dem M549 kumulieren sich in der Entwicklung einer neuen Familie von Artilleriegeschossen die künftig wahrscheinlich zur neuen Standardartilleriemunition der US-Streitkräfte werden. Diese Geschosse wurden bereits erfolgreich mit Geschützen von 52 Kaliberlängen und experimentellen Geschützen mit 58 Kaliberlängen getestet und sind bereits für die höheren Drücke und Abschussgeschwindigkeiten solcher zukünftiger Artilleriesysteme zertifiziert:
- Das einfache XM1122E1 hochexplosive Splitter-/Sprenggeschoss mit einer Füllung aus insensitvem Sprengstoff, ohne Base-Bleed oder Raketenantrieb. Es ist von den Modellen die preiswerteste Variante und hat ähnliche ballistische Eigenschaften wie das M795 und soll für die Ausbildung eingesetzt werden.
- Das XM1128 hat ein Base-Bleed, eine Reichweite von mindestens 30 km mit der M198 (39 Kaliberlängen) und eine insentive Füllung aus IMX-101 oder IMX-104
- Das XM1113, ein hochexplosives Geschoss gefüllt mit insensitivem Sprengstoff mit einem Raketenmotor und dadurch gesteigerte Reichweite von mehr als 40 km mit einem Geschütz von 39 Kaliberlängen und über 60 km bei 58 Kaliberlängen.[13]

Für die Massenproduktion auf neuen Produktionslinien ist das Geschoss XM1128 im Gespräch. Es könnte die drei veralteten Geschosstypen M107, M795 und M549 vollständig ersetzen, da es diese in allen Bereichen entweder übertrifft oder wenigstens ebenbürtig ist.
Die notwendigen Tests und Untersuchungen sind abgeschlossen, die endgültige politische Entscheidung über das zukünftig produzierte Geschossmodell und die letzten technischen Details wurde noch nicht getroffen. Die Produktion unterscheidet sich wenig von den bisherigen Geschosstypen, beim XM1128 ist nur die Integration eines Base-Bleed zusätzlich, sodass die neuen Produktionslinien auch die Vorgängermodelle weiterhin produzieren können.

## Hohe Nachfrage und Produktion
Die anhaltende weltweite Munitionsknappheit führte dazu, dass die neuen Produktionslinien nicht die ältere Produktion ablösen sollen, sondern dass die alten Produktionslinien beispielsweise in Scranton weiterhin in Betrieb bleiben, bis Produktion und Verbrauch wieder in einem ausgeglichenen Verhältnis stehen und die strategischen Lagerbestände wieder aufgebaut werden können. Es wird damit gerechnet, dass auch künftig eine erhebliche Menge an Geschossen in andere Länder geliefert wird.
Der Stückpreis für ein Geschoss vom Typ XM1128 aus den neuen Produktionslinien soll ungefähr bei 3000 $US liegen, darin spiegeln sich hohe Investitionskosten für die Entwicklung und für eine erweiterte und stark automatisierte Produktion. Ein Teil stammt aus den Kosten für eine überarbeitete Versorgungskette. Bei Untersuchung der Lieferketten wurde festgestellt, dass ein Teil der chemischen Grundprodukte für die Herstellung der insensitiven Sprengstoffe aus China bezogen wurden und entweder nur dort produziert werden und erhältlich sind, oder im besten Fall noch alternativ aus Indien bezogen werden konnten. Für die langfristige Produktionssicherung, auch und vor allem in internationalen Krisen und Kriegszeiten, muss unabhängig von den momentanen oder künftigen politischen Verhältnissen garantiert sein, dass 100 % der benötigten Materialien, d. h. alle Ausgangsmaterialien der Produktionsketten in den USA produziert werden können und jederzeit kurzfristig und langfristig in den benötigten Mengen lieferbar sind und nicht den allgemeinen Marktbedingungen oder betriebswirtschaftlichen Zwängen unterworfen sind. Außerdem verteuern die strengeren Sicherheits- und Umweltauflagen der Vereinigten Staaten die Produktion, Lagerung und Transport von Sprengstoffen und deren Ausgangsprodukten.
Die Deutsche Bundeswehr und die Bundesregierung haben sich für das DM121 und DiNa 155 mm als Standardgeschosse für die Panzerhaubitze 2000 und Produktion in Deutschland entschieden.